# Pro hac vice
Der lateinische Ausdruck pro hac vice bedeutet „für dieses (eine) Mal, ausnahmsweise“.

## US-amerikanisches Recht
In der US-amerikanischen Rechtssprache wird diese Bezeichnung gewöhnlich für einen Anwalt verwendet, dem eine Sondererlaubnis zur Teilnahme an einem bestimmten Prozess erteilt worden ist, obwohl er keine (generelle) Anwaltszulassung für das Gericht hat, vor dem der Prozess stattfindet. So sehen etwa die Verfahrensregeln für den Supreme Court vor, dass amerikanische, aber auch ausländische Anwälte unter bestimmten Voraussetzungen pro hac vice zugelassen werden können.
Im Seerecht ist ein Schiffspächter (Charterer) dem Schiffseigentümer als owner pro hac vice gleichgestellt, solange er die volle Verantwortung für das Schiff – einschließlich Besatzung und Ladung – übernimmt und der Schiffseigentümer ihm die uneingeschränkte Verfügungsgewalt überträgt.

## Römisches und kanonisches Recht
Im römischen und kanonischen Recht kennzeichnet der Ausdruck eine Einzelfallregelung mit Ausnahmecharakter. Im Annuario Pontificio, dem Direktorium der römisch-katholischen Kirche, wird mit dem Ausdruck etwa der Fall beschrieben, dass ein Titularbischofssitz nur für die Dauer der Amtszeit eines bestimmten Inhabers in den Rang eines Titularerzbischofssitzes erhoben wird.
In seltenen Ausnahmefällen gibt es auch die umgekehrte Konstellation, dass nämlich ein Titularerzbischofssitz ausnahmsweise nur als Titularbischofssitz vergeben wird. Diese Praxis gewann in den letzten Jahrzehnten zunehmend an Bedeutung, wenn es um die Vergabe traditionsreicher Titularerzbischofssitze mit zum Teil sehr bedeutenden Namen (z. B. Ephesus, Milet etc.) geht, die in partibus infidelium („in den Gebieten der Ungläubigen“) liegen und in deren Sprengeln heutzutage kaum noch Katholiken oder überhaupt Christen leben (vor allem in Kleinasien, Nahost oder Nordafrika). Um die an denselben Traditionssitzen ebenfalls vertretenen östlichen Kirchen nicht zu brüskieren, erschien es aus ökumenischer Rücksicht immer öfter geraten, diese „prominenten“ Sitze nicht mit allzu hochrangigen Titeln zu versehen.
Darüber hinaus wird der Ausdruck auch dann verwendet, wenn Kardinäle, die als Kardinaldiakone in das Kardinalskollegium aufgenommen wurden, zehn Jahre nach ihrer Kreierung zum Kardinal das Recht in Anspruch nehmen, in die Rangklasse der Kardinalpriester aufgenommen zu werden, und ihre als römische Diakonie geführte Titelkirche nicht wechseln wollen: Sie können dann pro hac vice („für dieses eine Mal“) zum Kardinalpriester dieser Titelkirche ernannt werden, die als Diakonie weiterbesteht und bei der nächsten Vergabe wieder regulär mit einem Kardinaldiakon besetzt wird.